# Maximilian Beister
Maximilian Beister (Göttingen, 6 september 1990) is een Duits voetballer die bij voorkeur als vleugelspeler speelt. Hij tekende in juni 2015 een contract tot medio 2018 bij 1. FSV Mainz 05. Dat lijfde hem transfervrij in nadat hij zijn contract bij Hamburger SV had laten ontbinden.

## Clubcarrière
Beister begon op tienjarige leeftijd met voetballen bij VfL Lüneburg. Vier jaar later ging hij naar Hamburger SV. Hiervoor debuteerde hij op 22 november 2009 in de Bundesliga, tegen VfL Bochum. Op 26 mei 2010 werd bekend dat Hamburger SV Beister twee jaar zou laten rijpen bij Fortuna Düsseldorf. In juli 2012 keerde hij terug bij Hamburger SV. Tijdens de winterstop van het seizoen 2013-2014 scheurde hij een kruisband af tijdens een trainingskamp in Abu Dhabi, waardoor hij maandenlang uitgeschakeld was.
Beister tekende in juni 2015 een contract tot medio 2018 bij 1. FSV Mainz 05. Dat lijfde hem transfervrij in nadat hij zijn contract bij Hamburger SV had laten ontbinden.